# Ampulex moultoni
Ampulex moultoni är en  stekelart som beskrevs av Rowland Edwards Turner 1915.
Ampulex moultoni ingår i släktet Ampulex och familjen Ampulicidae. Inga underarter finns listade i Catalogue of Life.